# Whirinaki (Hawke's Bay)
Ne doit pas être confondu avec Whirinaki (Northland).
Whirinaki  est une petite localité de Nouvelle-Zélande située dans le nord de la région de Hawke's Bay, dans l’est de l’Île du Nord.

## Situation
Elle est localisée tout près de la jonction de la route State highway 2 (en) et de la route  State Highway 5

## Activité économique
Elle constitue la principale localisation de la scierie de la société : Pan Pac Mill (en), une des plus importantes installations industrielles du secteur de Hawke's Bay.
Le centrale électrique de Whirinaki (en) fonctionnant au diesel fut ouverte au niveau de la ville de ‘Whirinaki’ en 2004. 
Conçu pour être une centrale de secours en cas de pic (en), elle a une capacité totale de 155 MW.
La centrale est la possession et son fonctionnement est assuré par la société  Contact Energy (en) .